# Galabiya

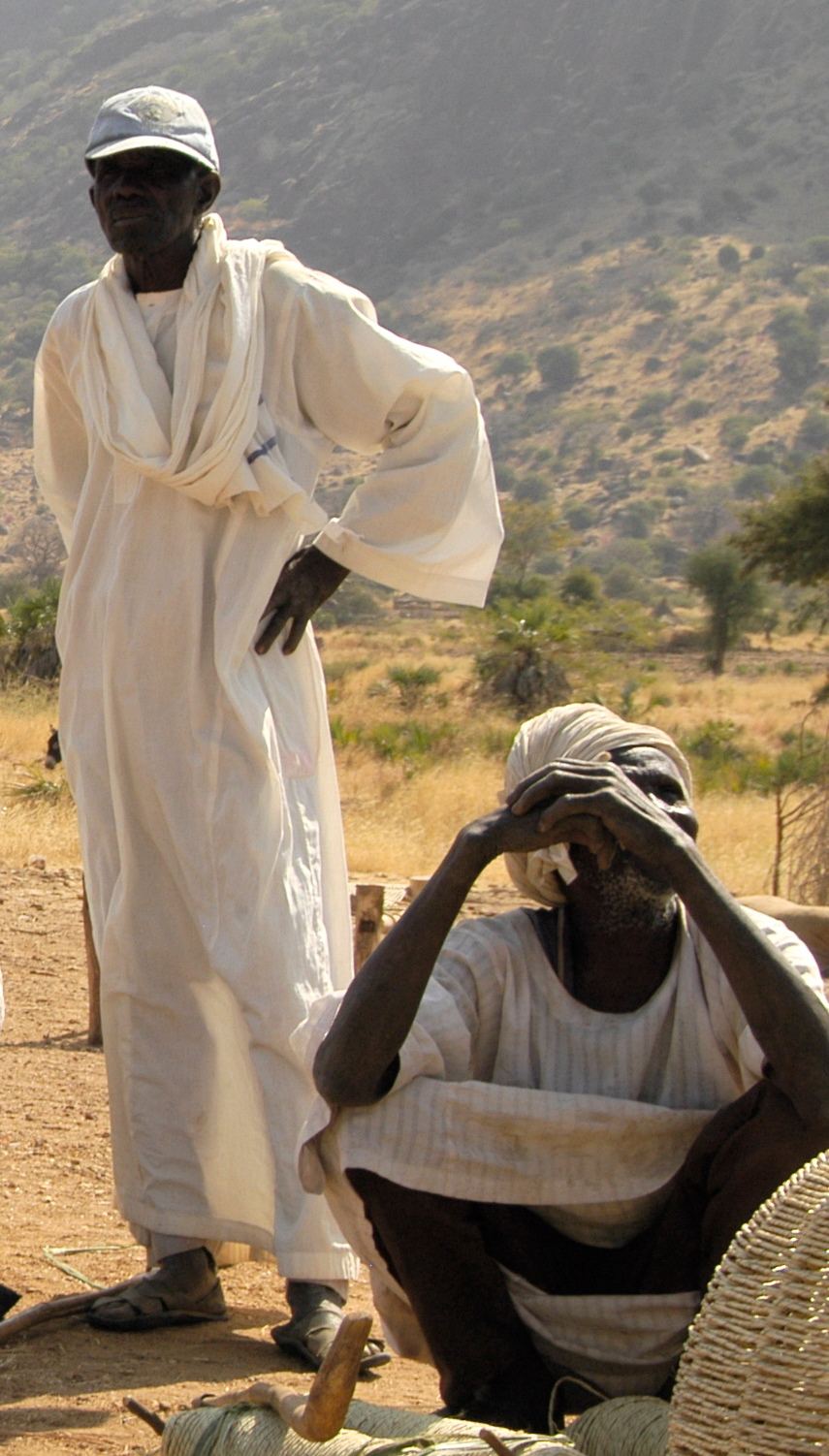
Galabiya (yalabiya, galabija o jellabiya) sudanesa.

La galabiya (en árabe: الجلابية) es un tipo de túnica blanca usada en países musulmanes, especialmente en Egipto y Sudán. Se utiliza tanto por hombres como por mujeres y es más habitual en regiones campestres. Como tal, el término no está admitido por la Real Academia Española.
Está considerada prenda tradicional de Egipto, y a veces se combina con un pañuelo de seda sobre los hombros llamado lasa. Aunque el color natural es el blanco o crema del algodón natural, también es habitual la galabiya gris con rayas plateadas.
No se debe confundir con la chilaba (en árabe marroquí جلابة), que es una prenda magrebí con capucha asociada al gorro rojo llamado fez.